# تئودور هسبورگ
تئودور هسبورگ (انگلیسی: Theodore Hesburgh; ۲۵ مهٔ ۱۹۱۷ – ۲۶ فوریهٔ ۲۰۱۵) سیاست‌مدار اهل ایالات متحده آمریکا بود.
وی همچنین برندهٔ جوایزی همچون نشان افتخار آزادی رئیس‌جمهوری و جایزه چهار آزادی شده‌است.